# 439-й истребительный авиационный полк
439-й истребительный авиационный полк (439-й иап) — воинская часть Военно-воздушных сил (ВВС) Вооружённых Сил РККА, принимавшая участие в боевых действиях Великой Отечественной войны.

## Наименования полка
За весь период своего существования полк менял своё наименование:
- 439-й истребительный авиационный полк;
- 770-й истребительный авиационный полк.

## История полка
439-й истребительный авиационный полк сформирован 31 октября 1941 года в составе ВВС Ленинградского фронта на базе 65-й отдельной истребительной эскадрильи и 202-й отдельной эскадрильи связи по штату 015/174 на самолётах И-15бис. К боевой работе приступил 10 ноября 1941 года в составе ВВС 8-й армии Ленинградского фронта на самолётах И-15бис. В составе ВВС армии полк поддерживал наземные войска при обороне правого берега Невы от устья реки Тосна до берега Ладожского озера и бои за удержание и расширение плацдарма у Московской Дубровки. 
К концу 1941 года (31.12.1941 г.) полк имел в боевом составе 6 И-15бис (из них 4 неисправных) и по одному исправному И-16 и И-153. 26 января 1942 года полк переименован в 770-й истребительный авиационный полк.
В составе действующей армии полк находился с 10 ноября 1941 года по 26 января 1942 года.
| И-15 бис | И-153 | И-16 |

## Командиры полка
- бригадный комиссар Горский Иван Максимович[1], 31.10.1941 — 02.12.1941
- подполковник Шалимов Иван Афанасьевич[1], 02.12.1941 — 26.01.1942

## В составе соединений и объединений
| Дата          | Фронт               | армия     | соединение    | примечание |
| ------------- | ------------------- | --------- | ------------- | ---------- |
| 31.10.1941 г. | Ленинградский фронт | 8-я армия | ВВС 8-й армии |            |
| 26.01.1942 г. | Ленинградский фронт | 8-я армия | ВВС 8-й армии |            |

## Участие в операциях и битвах
- Битва за Ленинград — с 31 октября 1941 года по 26 января 1942 года.

## Итоги боевой деятельности полка
Сведения по боевой работе в составе ВВС 8 армии в ЦАМО РФ не найдены.

## Самолёты на вооружении
| Период      | Самолёты |
| ----------- | -------- |
| 1941 — 1942 | И-15бис  |
| 1941 — 1942 | И-16     |
| 1941 — 1942 | И-153    |